# لوحات تسجيل المركبات في الكويت

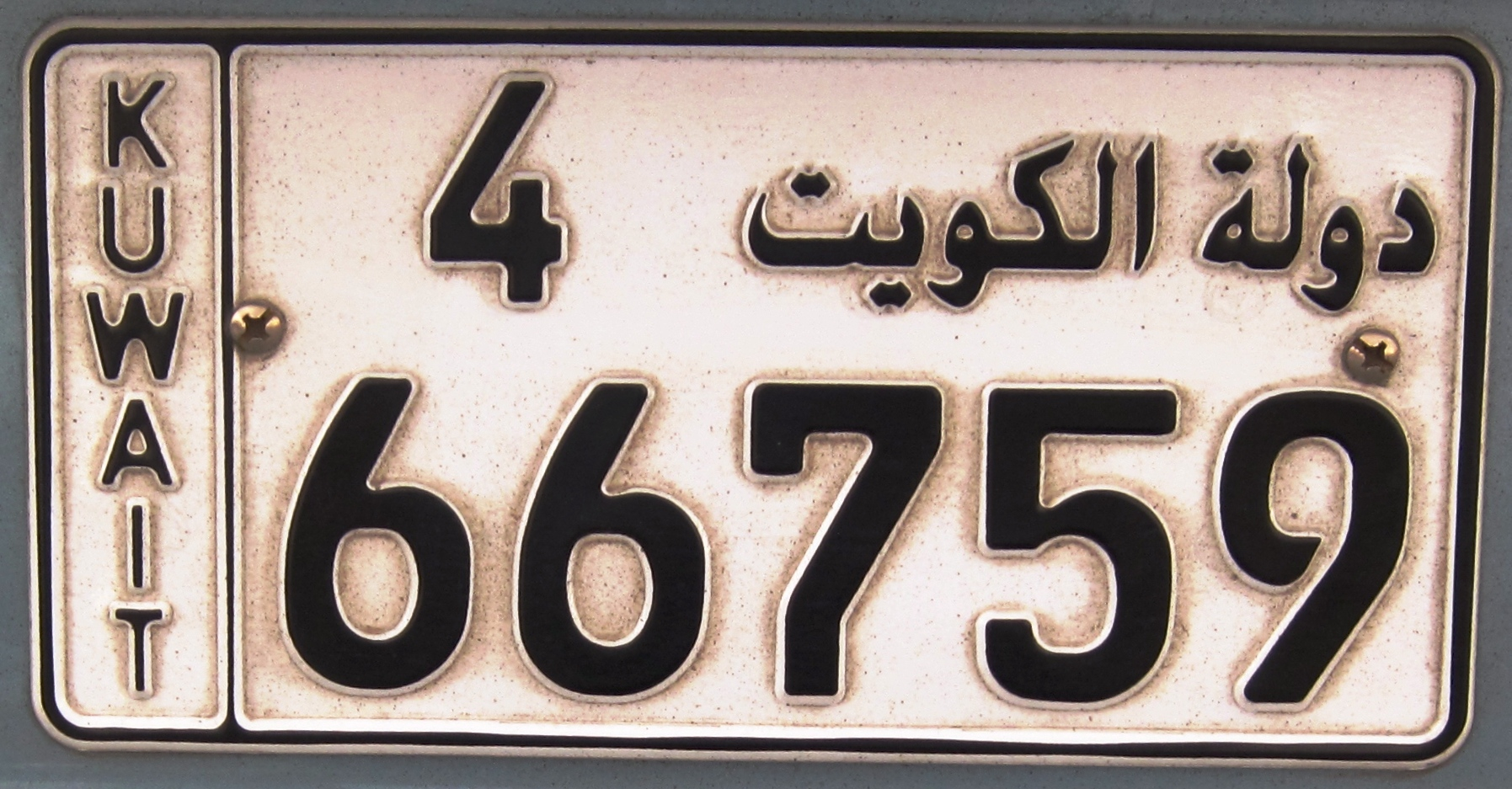
لوحة تسجيل حديثة، لسيارة خاصة.

نظام لوحات تسجيل المركبات في الكويت بدأ في عام 1950، بدأت النسخة الحالية في عام 2008.

## الأنواع
| أنواع السيارات | أنواع السيارات               | أنواع السيارات | أنواع السيارات      | أنواع السيارات |
| النوع          | اللوحة                       | الحجم والتصميم | النص                | الرمز          |
| -------------- | ---------------------------- | --- | ------------------- | -------------- |
| خاصة           |                              | 33.5 x 15.5 سم أسود على أبيض                                                                                      | دولة الكويت         | 1 - 89         |
| خاصة           | 52.0 x 11.0 سم أسود على أبيض | | دولة الكويت         | 1 - 89         |
| خاصة           | 33.5 x 8.5 سم أسود على أبيض  | | دولة الكويت         | 1 - 89         |
| دراجات نارية   |                              | 15.5 x 15.5 سم أسود على أبيض                                                                                      | دولة الكويت / دراجة | 1-10           |
| عامة           |                              | 33.5 x 15.5 سم أسود على أصفر                                                                                      | دولة الكويت         | 90-99          |
| عامة           | 52.0 x 11.0 سم أسود على أصفر | | دولة الكويت         | 90-99          |
| عامة           | 33.5 x 8.5 سم أسود على أصفر  | | دولة الكويت         | 90-99          |
| الشرطة         |                              | 33.5 x 15.5 سم أبيض على أسود                                                                                      | الشرطة              | —              |
| حكومية         |                              | 33.5 x 15.5 سم أسود على أزرق                                                                                      | دولة الكويت — حكومة | —              |
| عسكرية         |                              | 33.5 x 15.5 سم أسود على رملي                                                                                      | الجيش الكويتي       | —              |
| دبلوماسية      |                              | 33.5 x 15.5 سم أزرق على أبيض شريط أحمر على طول القاعدة يتوسطها حرفا C.D بالإنجليزية اختصارًا لـ: Corps Diplomatic. | هيئة دبلوماسية      | —              |